# Туризм на острове Мэн
Туризм на острове Мэн в прошлом был основным источником дохода острова, но в настоящее время переживает кризис и составляет незначительную часть валового внутреннего продукта. Ведется работа по повышению потока туристов, так, комитет по делам туризма острова заключил ряд договоров с туроператорами Великобритании.
В XIX веке туризм был самой важной отраслью экономики. Массовый туризм начался в 1830-х годах в связи с организацией регулярного пароходного сообщения между островом и Ливерпулем. Количество туристов, посещавших остров, росло на протяжении всего XIX века и начала XX века. В связи с началом Первой мировой войны количество туристов снизилось, и пик 1913 года был побит только в 1948 году, но после этого года количество туристов начало снижаться. Связано это с постепенным ростом благосостояния населения и развитием авиации, следствием чего стал рост популярности курортов Южной Европы и более экзотичных мест.

## Природа
Остров Мэн — это зеленые долины и вересковые пустоши, озера и реки, побережье, изрезанное живописными бухтами, и крутые скалистые утесы. Живописная природа и пляжи острова привлекают туристов со всей Европы. Здесь можно наблюдать гигантских акул, чей вес достигает пяти тонн. Природные богатства включают 18 живописных национальных узких горных долин, южные морские заливы и гору Снейфелл, с которой в ясные дни можно видеть Англию, Шотландию, Ирландию и Уэльс.

## Мотоциклетные гонки
Для любителей быстрой езды остров Мэн также весьма привлекателен: здесь практически отсутствуют ограничения скорости на дорогах за пределами городов и населённых пунктов. Ежегодно на острове проводятся мотоциклетные гонки «Туристский трофей». Трасса мотогонок протяженностью более 60 км проходит по главным улицам и дорогам. Во время первых соревнований в 1907 году скорость не превышала 65 км/ч, в наши дни гонщики развивают скорость свыше 320 км/ч. За всю историю этой самой опасной трассы в мире погибло более 200 мотогонщиков, но люди не перестают покорять эту трассу.

## Колесо Лэкси
Добыча свинца, серебра и цинка когда-то играла важную роль в развитии острова, особенно Большого рудника, находящегося недалеко от деревушки Лакси. Здесь находится колесо Лакси, возведенное в 1854 году, — памятник искусства мастеров викторианской эпохи. Спроектировал его местный инженер Роберт Кейсмент, сын колесного мастера.
Огромное колесо диаметром более 20 м вращалось под напором воды, поступавшей из расположенного на холме резервуара. За минуту оно совершало два с половиной оборота и с глубины 360 м выкачивало около тонны воды, осушая шахты рудника. Коленчатый вал колеса, соединенный с цепочкой рычагов, длина которой приблизительно 180 м, приводил в действие находящийся на руднике насос. Ось колеса весит 10 тонн.
Среди прочих достопримечательностей можно выделить замок Пил, замок Рашен, Аббатство Рашен, музей викингов, паровая железная дорога, Дугласский конный трамвай и здание Тинвальда.